# Barbara í Gongini
Barbara í Gongini, född är 12 juni 1966 i Fuglafjørður på Färöarna, är en dansk-färöisk avantgarde modeskapare.
Gongini växte upp i Tórshavn och sökte förgäves in på Det Kongelige Danske Kunstakademi i Köpenhamn men utbildade sig istället på Kunstakademiets Designskole, där hon tog examen på  Institute of Unica Design år 1996. År 2000 skapade hon sin första kollektion av textilavfall. 
I början av 2000-talet var Gongini medlem av Könrøg, ett konstnärskollektiv i Köpenhamn, som också drev en klädbutik med danskt alternativt mode, för dem som vågade avvika från normerna.
Gongini lämnade Könrøg 2004 för att ägna sig åt sin egen karriär och året efter lanserade hon sitt eget klädmärke, BARBARA I GONGINI.

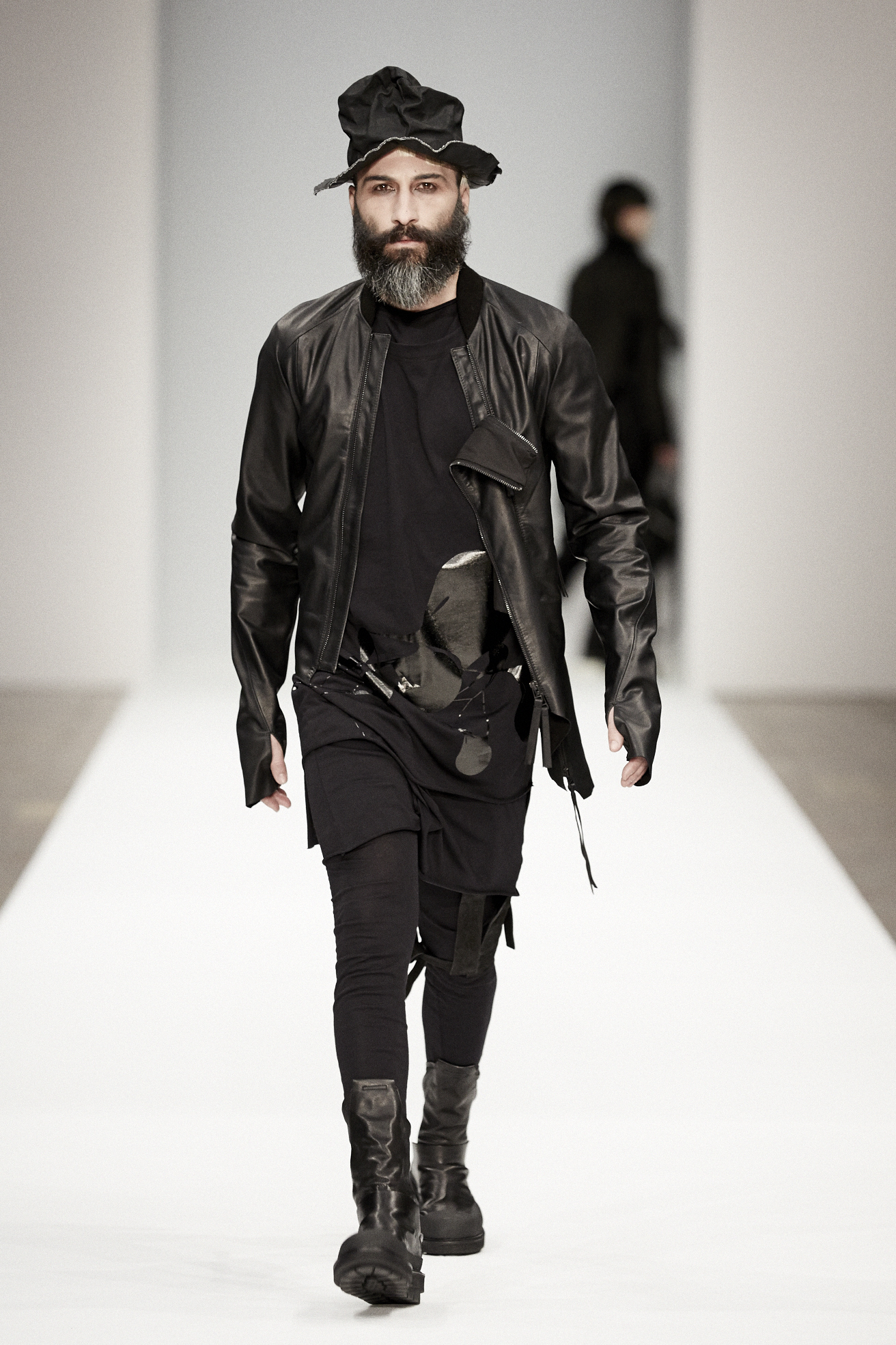
BARBARA I GONGINI AW2016

Hennes första kollektioner var androgyna och multifunktionella och avsedda för både män och kvinnor, men 2013 presenterade hon en herrkollektion på Copenhagen Fashion Week.
Goginis kreationer karaktäriseras av draperingar och lager på lager och kan bäras på olika sätt. Plaggen är inspirerade av Färöarnas dramatiska landskap och huvudsakligen tillverkade av svarta och naturfärgade återvunna material såsom textil, ull, läder, bomull och plast. I sin strävan efter hållbara plagg använder hon sig av innovativa lösningar utan att ge avkall på formen.
Barbara í Gongini tilldelades Färöarnas kulturpris 2017.